# Eliahu Sasson

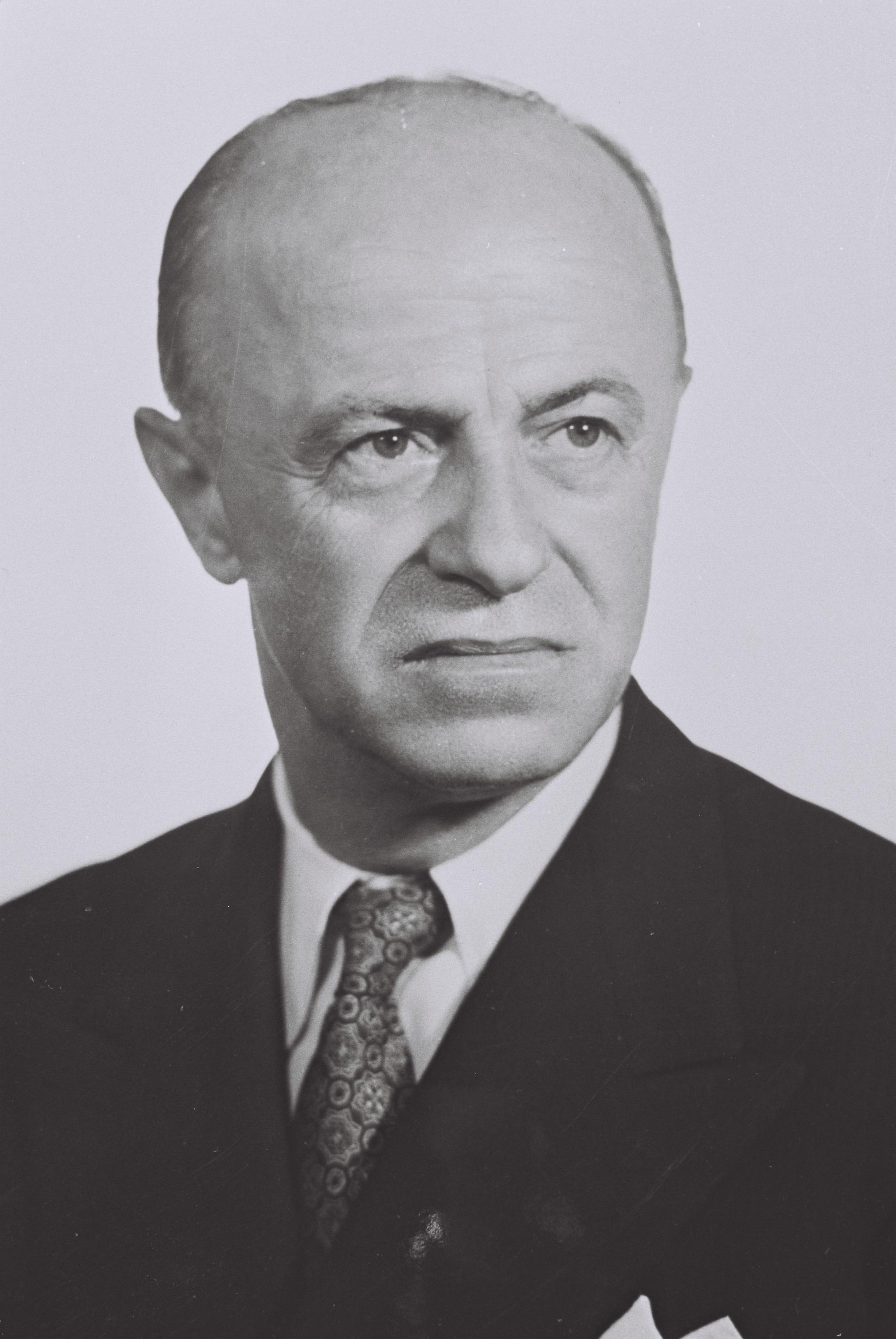
Eliahu Sasson

Eliahu Sasson (hebräisch אליהו ששון ; * 2. Februar 1902 in Damaskus; † 8. Oktober 1978 in Jerusalem) war ein israelischer Politiker und Diplomat.

## Leben
Eliahu Sasson studierte an der Université Saint-Joseph in Beirut. 1927 emigrierte er in das britische Mandatsgebiet Palästina. Von 1950 bis 1952 war er israelischer Gesandter in der Türkei. Danach war Sasson von 1953 bis 1960 Botschafter in Italien und schließlich von 1960 bis 1961 Botschafter in der Schweiz.
Im Jahr 1961 kehrte er nach Israel zurück und wurde von Premierminister David Ben-Gurion zum Postminister ernannt. Bei den Parlamentswahlen 1967 wurde Sasson in die Knesset gewählt. Er gehörte der HaMaʿarach-Fraktion an. Seinen Kabinettsposten behielt er bis Januar 1967, als er Polizeiminister wurde. 1969 erfolgte seine Wiederwahl in die Knesset. In der neu gebildeten Regierung bekleidete er jedoch keinen Ministerposten mehr. Sasson gehörte der Knesset noch bis 1974 an.
Sein Sohn Mosche Sasson wurde ebenfalls im diplomatischen Dienst tätig.